# Prandtl (cratera)
Prandtl é uma cratera de impacto no outro lado da lua .  Fica do outro lado da borda externa do sudeste da enorme planície murada de Planck .
Esta cratera é aproximadamente circular, mas com uma protuberância para o sul-sudeste.  O aro é usado, mas ainda mantém uma borda bem definida.  Várias pequenas crateras situam-se ao longo da borda e da parede interna, sendo a mais notável um par de pequenas crateras ao longo do lado leste e uma pequena cratera erodida que se intromete ligeiramente ao longo do sul.  O piso interno geralmente é plano, com apenas uma pequena elevação ao sul do ponto médio.  Há um aglomerado de três pequenas craterlets ao longo da parede interna do sul.